# Juan Epitié Dyowe
Juan Ramón Epitié Dyowe Roig, deportivamente conocido como Juan Epitié —para diferenciarlo de su hermano Rubén— o Epitié (Manresa, España, 12 de octubre de 1976), es un exfutbolista ecuatoguineano.

## Biografía
Juan Epitié nació en España de padre ecuatoguineano y madre española (catalana), por lo que tuvo derecho a la doble nacionalidad. Ha crecido y vivido toda su vida en España, donde se ha formado futbolísticamente. Mide 1,80 m y pesa 77 kg. 
En su familia hay otros deportistas. Uno de sus hermanos, Rubén Epitié, también jugaba al fútbol. Otro, en tanto, juega al balonmano y ha nacido en 1996.

## Trayectoria
Juan Epitie ha jugado prácticamente toda su carrera futbolística en España, empezó en las categorías inferiores de la Peña Blanc i Blava de Manresa, donde enseguida le fichó el CE Manresa,  destacó en las categorías inferiores siendo cada año uno de los máximos goleadores de la categoría, esto le llevó a ser titulas de la Selección Catalana sub-17 siendo indispensable en dicha selección desde su llegada. 
Con la temprana edad de 16 años jugó en el primer equipo del CE Manresa, que militaba en la Primera Catalana, desde entonces se quedó en el Primer Equipo jugando dos temporadas. De ahí pasó al Palamós CF de Tercera División donde la primera temporada casi no dispuso de oportunidades. Parecía que la segunda temporada iba a ser igual de pésima que la primera, pero alcanzó la titularidad justo antes de la finalización de la primera vuelta y no la soltó siendo imprescindible y convirtiéndose en un auténtico ídolo del equipo, marcando en lo que quedaba de temporada 19 goles. 
Levantó las miradas del Real Madrid, equipo que le fichó para tres temporadas, la primera temporada estuvo cedido en el CD Castellón durante la primera vuelta, equipo en el que tuvo diferencias con el entrenador que provocaron su salida para jugar en la segunda vuelta en el Getafe CF también cedido por el Real Madrid. Al no haber tenido grandes oportunidades en ninguno de los dos equipo decidió en ese mismo año fichar por el Palamós CF para jugar la promoción de ascenso de Tercera División a Segunda B, tal decisión fue un acierto ya que le permitió de nuevo encontrarse con el gol siendo una pieza clave para el ascenso. 
Los dos años siguientes jugó en el Real Madrid Castilla la primera temporada la pasó más desapercibido pero la segunda temporada fue uno de los máximos goleadores de la plantilla despertando interés en varios equipos de Primera División. Llegó a debutar con el primer equipo el Real Madrid en un partido amistoso en Las Palma.
Posteriormente fichó por el Deportivo Alavés, aunque le hicieron ficha del filial formaba parte de la primera plantilla, jugó la mayoría de fines de semana con el filial, llegó a debutar en Primera División en un partido de la Copa de la UEFA marcando el gol que valió pasar la ronda al equipo
En el verano europeo de 2003 fue fichado por el Racing de Santander, equipo de primera en el que solamente jugó un partido de la Copa Intertoto de la UEFA para posteriormente ir cedido al equipo israelí FC Ashdod y posteriormente al Burgos CF.
En Israel no conquistó la titularidad en el equipo jugando pocos partidos de suplente, además de haber jugado partidos de la Copa Toto, copa nacional israelí.
En 2004-05, Epitié volvió al primer equipo del Alavés (coincidió con su compatriota Rodolfo Bodipo), que para entonces jugaba en segunda, y contribuyó con cinco goles al retorno del equipo vasco a la primera categoría. Quedó libre y fichó por el CD Castellón, también de segunda. Tras jugar 16 encuentros y marcar dos goles con el equipo castellonense hubo un intento por parte del equipo chino Changsha Ginde de ficharlo, pero Epitie decidió negarse.
En el 2007 Epitié volvió a firmar con el Alavés en la que iba a ser su tercera estancia en Vitoria, pero a las pocas semanas fue cedido finalmente al California Victory estadounidense. Con el conjunto americano jugó sus primeros partidos aunque en ese mismo año 2007 decidió volver definitivamente a España para jugar en equipos menores, donde, desde su vuelta, ha pasado por el Lorca Deportiva CF, el CF Vilanova y el muy modesto Club Gimnàstic Manresa equipo de su ciudad donde decidió disfrutar jugando con amigos de la infancia. Se retiró en 2012.

## Carrera internacional
Al tener la doble nacionalidad decidió aceptar la llamada de la selección nacional de Guinea Ecuatorial siendo por tanto internacional absoluto por el país subsahariano.
Ha jugado varios partidos con el Nzalang Nacional en los cuales ha llegado a realizar 7 goles. Fue un jugador muy importante para la Selección Nacional no únicamente por el aporte futbolístico sino por el carisma que transmitía siendo un referente para la juventud ecuatoguineana, 
El 1º de junio de 2008 anota el segundo de los dos goles en la victoria 2 por 0 de Guinea Ecuatorial ante Sierra Leona, válido por la clasificación a la Copa Mundial de Fútbol de 2010.
Aquí cuatro de sus siete goles internacionales:
| # | Fecha                   | Lugar                                            | Oponente     | Goles | Resultado | Competición                                             |
| - | ----------------------- | ------------------------------------------------ | ------------ | ----- | --------- | ------------------------------------------------------- |
| 1 | 29 de marzo de 2006     | Estadio Internacional, Malabo, Guinea Ecuatorial | Benín        | 2–0   | 2–0       | Amistoso                                                |
| 2 | 3 de septiembre de 2006 | Estadio Internacional, Malabo, Guinea Ecuatorial | Liberia      | 1–0   | 2–1       | Clasificación para la Copa Africana de Naciones de 2008 |
| 3 | 25 de marzo de 2007     | Estadio Internacional, Malabo, Guinea Ecuatorial | Ruanda       | 3–1   | 3–1       | Clasificación para la Copa Africana de Naciones de 2008 |
| 4 | 1 de junio de 2008      | Estadio de Malabo, Malabo, Guinea Ecuatorial     | Sierra Leona | 2–0   | 2–0       | Clasificación para la Copa Mundial de Fútbol de 2010    |

## Clubes
| Club                    | País           | Años      |
| ----------------------- | -------------- | --------- |
| Palamós CF              | España         | 1995-1997 |
| CD Castellón            | España         | 1997-1998 |
| Getafe CF               | España         | 1998-1999 |
| Real Madrid CF B        | España         | 1999-2000 |
| Deportivo Alavés B      | España         | 2000-2001 |
| Recreativo de Huelva    | España         | 2001-2002 |
| Palamós CF              | España         | 2002-2003 |
| Racing de Santander     | España         | 2003      |
| FC Ashdod               | Israel         | 2003      |
| Burgos CF               | España         | 2004      |
| Deportivo Alavés        | España         | 2004-2005 |
| CD Castellón            | España         | 2005-2006 |
| Deportivo Alavés        | España         | 2006-2007 |
| California Victory      | Estados Unidos | 2007      |
| Lorca Deportiva CF      | España         | 2007-2008 |
| CF Vilanova i la Geltrú | España         | 2009      |
| Gimnàstic Manresa       | España         | 2010–2012 |